# Davide Simoncini
Davide Simoncini (sinh ngày 30 tháng 8 năm 1986) là một hậu vệ thi đấu cho Đội tuyển bóng đá quốc gia San Marino. Hiện tại anh thi đấu cho Libertas. Anh có một người anh em sinh đôi, Aldo Simoncini, cũng hiện tại thi đấu cho A.C. Libertas. Hai anh em ghi một bàn thắng phản lưới nhà cho Thụy Điển ngày 7 tháng 9 năm 2010, là lần đầu tiên cặp đôi này làm vậy trong một giải đấu quốc tế.

## Quốc tế
Davide Simoncini là cầu thủ quan trọng của San Marino. Anh đá chính hầu hết các trận cho San Marino, tương tự với người em trai Aldo. Anh có hơn 60 lần khoác áo đội tuyển quốc gia, cũng như người em của mình.